# Wrzeciono (obrabiarki)

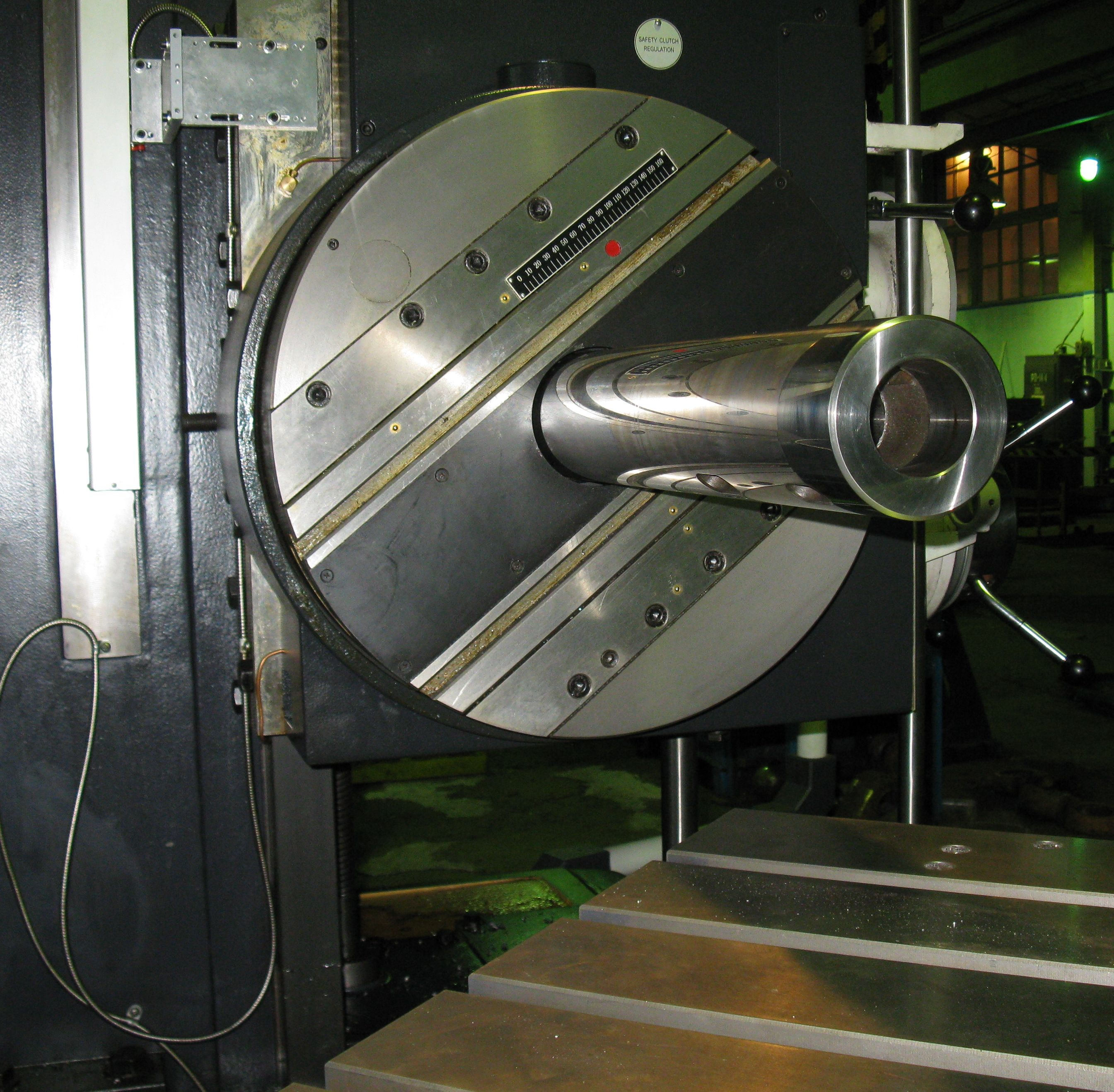
Wrzeciono wytaczarki poziomej

Wrzeciono – precyzyjnie ułożyskowany element obrabiarki w kształcie wału, najczęściej z otworem osiowym. Służy do zamocowania narzędzia (wrzeciono narzędziowe, np. we frezarce czy wiertarce) lub obrabianego przedmiotu (wrzeciono przedmiotowe, np. w tokarce). Poprzez obrót wrzeciona realizowany jest ruch główny (skrawający) narzędzia.
Do mocowania narzędzi (wiertła, frezy trzpieniowe) lub uchwytów tokarskich często wykorzystywany jest stożek Morse'a.